# KZ Fürstengrube
Das Konzentrationslager Fürstengrube, auch Lager Süd genannt, war mit maximal 1.300 KZ-Häftlingen eines der größeren Außenlager des KZ Auschwitz. Es befand sich in Fürstengrube (polnisch Wesoła), 5 km südwestlich von Myslowitz in Oberschlesien, von dem Wesoła heute ein Stadtteil ist. In unmittelbarer Nachbarschaft zu Lager Süd gab es noch das Lager Nord für sowjetische Kriegsgefangene und das Lager Ostland für Ostarbeiter und Italiener.
Die Errichtung erfolgte im September 1943 als Zwangsarbeitslager für das Steinkohlenbergwerk Fürstengrube, das sich im Eigentum der Fürstengrube GmbH befand. Die IG Farben war mit 51 % Mehrheitseigentümerin der Fürstengrube GmbH. Mit der in diesem Bergwerk geförderten Kohle wurde vorrangig das IG Farben-Werk in Auschwitz beliefert. Die Leitung des Konzentrationslagers übernahm von September 1943 bis März 1944 der SS-Hauptscharführer Otto Moll und danach, bis zur Evakuierung des Lagers am 19. Januar 1945, Max Schmidt.
Herbert Rosenberg, Juwelier aus Berlin, wurde 1943 mit Frau und Kind nach Auschwitz deportiert. Er überlebte, während seine Familie in Auschwitz-Birkenau vergast wurde, und konnte nach dem Krieg über den Tagesablauf in KZ und Bergwerk Fürstengrube berichten: Der Arbeitsalltag begann um 3 Uhr morgens. Gegen 6 Uhr wurde in die Grube eingefahren. Unter Tage wurden die Häftlinge nicht von der SS, sondern von Steigern und Obersteigern kontrolliert. Gewalt war auch unter Tage üblich, um die Forderungen nach einem höheren Arbeitstempo durchzusetzen. Es kam durchaus vor, dass Eisenstücke nach den Häftlingen geworfen wurden. Die Häftlinge erhielten für die Arbeit unter Tage keine brauchbare Schutzkleidung. Nach 8 Stunden ununterbrochener Arbeitszeit konnten die Häftlinge die Stollen wieder verlasen. Auch über Tage waren diverse Bauarbeiten zu erledigen. Meldungen der Steiger wurden von der Werksleitung an die SS weitergegeben, aber zuvor nicht auf ihre Richtigkeit geprüft, sodass es zu völlig willkürlichen Bestrafungen der Häftlinge kam. Prügelstrafen waren an der Tagesordnung. Bei einem Defekt der Grubenlampe drohte der Essensentzug. Bei der SS beliebt war die sogenannte Feuerwehr: Den Häftlingen wurde die Nase zugehalten und mit einem Feuerwehrschlauch in den Mund gespritzt. Tagsüber hatten sich die Häftlinge bei jedem Wetter im Freien aufzuhalten. Die Verpflegung war unzureichend. Das Essen war auch bei Regen oder Schnee im Freien einzunehmen. Kleidung zum Wechseln wurde nicht ausgegeben.
Die Sterblichkeit der Häftlinge war infolge schwerer Arbeit, mangelhafter Ernährung, Unfällen, Krankheiten, Bestrafungsaktionen und Selektionen hoch. Die Überlebensdauer der Häftlinge schwankte zwischen einigen Wochen und mehreren Monaten. Genannt werden Schätzungen von 25.000 bis 30.000 Toten für Fürstengrube, Günther-Grube und Janina-Grube zusammen. Exakte Zahlen ließen sich bisher nicht ermitteln.
Am 19. Januar 1945 wurde das Konzentrationslager wegen der herannahenden Roten Armee geräumt. Unter SS-Oberscharführer Max Schmidt wurden die 1.283 Gefangenen auf einen Todesmarsch geschickt, der in Fürstengrube mit einer Erschießungsaktion begann und über die Zwischenstationen KZ Mittelbau und Lübeck zunächst in das schleswig-holsteinische Ahrensbök, den Heimatort des Lagerleiters, führte. Die überlebenden 400 Häftlinge wurden Anfang Mai über Neustadt/Holstein auf die Cap Arcona gebracht, die am 3. Mai 1945 in der Lübecker Bucht von Flugzeugen der Alliierten versenkt wurde.
Das Schicksal der zurückgebliebenen Häftlinge wurde von dem ehemaligen Häftling B13511, Rudolf Ehrlich, in seiner Aussage am 9. Mai 1945 beschrieben: In der Lazarettstation blieben rund 250 kranke Häftlinge, die den Marsch nach Westen nicht antreten konnten, ohne Aufsicht eingesperrt hinter dem elektrisch geladenem Hochspannungsdraht der Umzäunung zurück. Am Nachmittag des 27. Januar 1945 erreichten 20 SS-Männer das Lager. Sie befahlen den Häftlingen, die Betten zu verlassen und eine Holzhütte auf dem Gelände aufzusuchen. Nur 127 waren dazu fähig. Diese sollten sich in der Holzhütte direkt in die Fensteröffnungen stellen. Die SS schoss in die geöffneten Fenster und warf wohl auch Handgranaten. Anschließend brachten die SS-Männer Strohmatratzen in die Holzhütte und zündeten diese an, um die Hütte niederzubrennen. Gefangene, die sich noch bewegten, wurden sofort beschossen. Zeitgleich wurden Strohmatratzen in die Unterkunft der bettlägerigen Häftlinge geschafft und auch diese angezündet. Die schwerkranken Häftlinge verbrannten bei vollem Bewusstsein. Von den ca. 250 Häftlingen überlebten 14 schwerverletzt. Polnische Miliz brachte sie am 7. Februar 1945 in das Lazarett Myslowice.
Bekannte Lagerinsassen waren die Musiker Gideon Klein und Daniel Belinfante. Der Autor Sam Pivnik gibt in seinen Memoiren einen detaillierten Einblick in den Lageralltag des KZ Fürstengrube, den Todesmarsch und den Untergang der Cap Arcona.